# Glympis phalaenalis
Glympis phalaenalis är en fjärilsart som beskrevs av Augustus Radcliffe Grote 1872. Glympis phalaenalis ingår i släktet Glympis och familjen nattflyn. Inga underarter finns listade i Catalogue of Life.